# Campo Pegasus

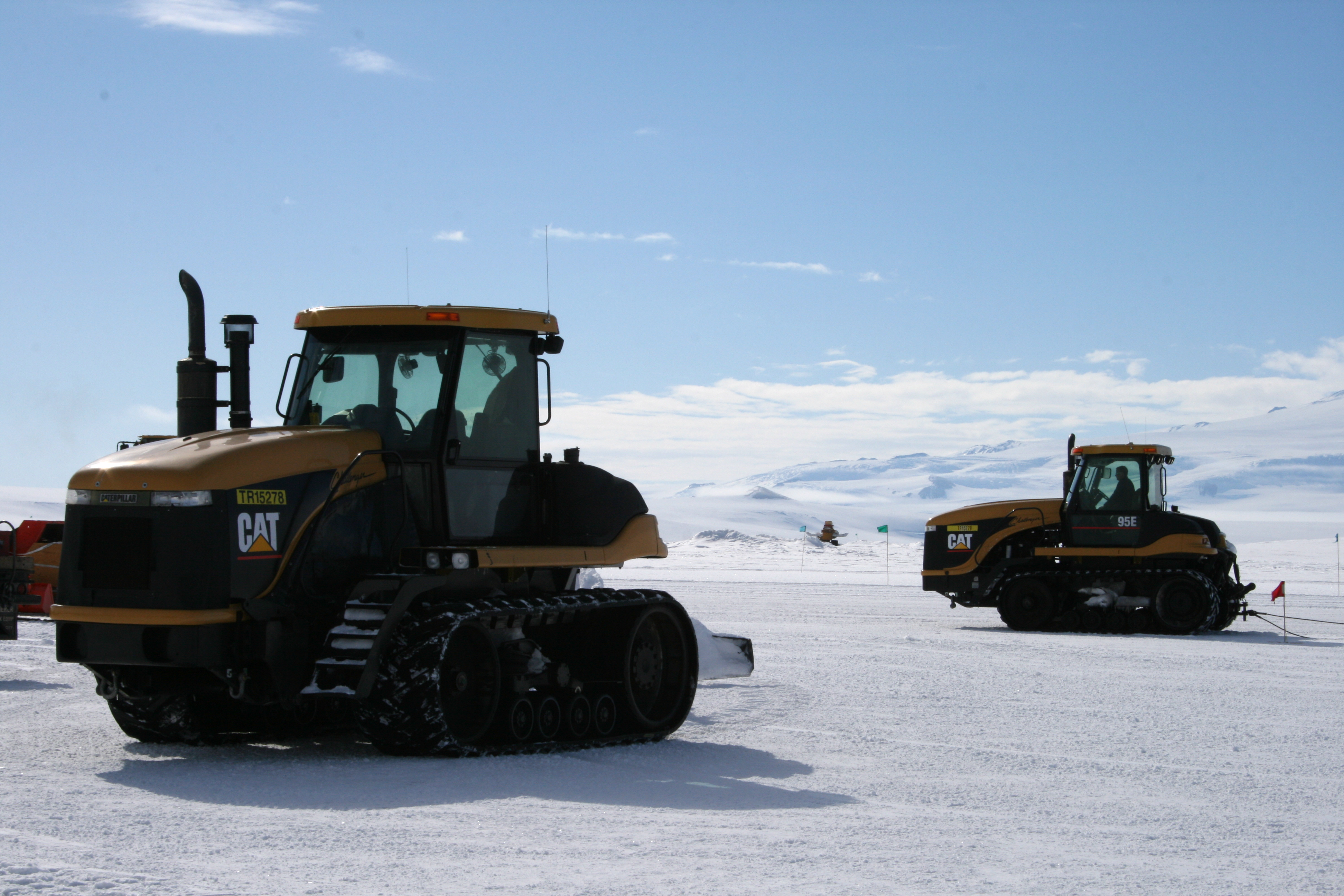
Máquinas Caterpillar Challenger trabajando en la pista.

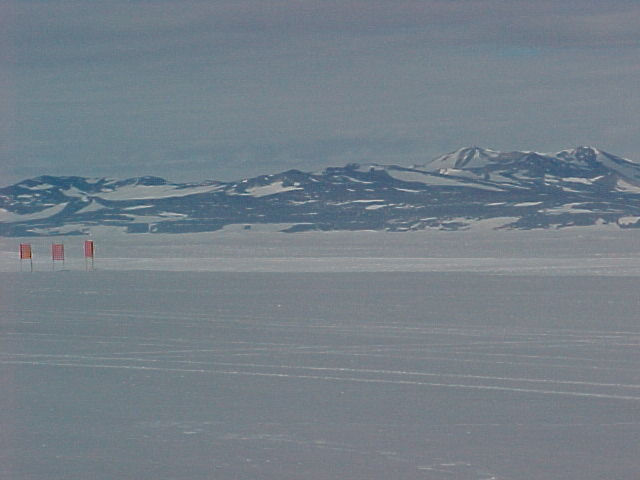
Vista de la pista.

El aeródromo Campo Pegasus (ICAO: NZPG) (en inglés: Pegasus Field) fue un aeródromo del Programa Antártico de los Estados Unidos próximo a la Base McMurdo en la barrera de hielo Ross en la Antártida. Hasta su cierre fue el más al sur de los tres aeródromos de la Base McMurdo, a 7 millas náuticas al sur de la base.
Se cerró debido a la fusión de hielo excesiva en la temporada de verano causada por temperaturas más cálidas combinadas con el polvo y la suciedad de la cercana isla Black. El último vuelo fue el 8 de diciembre de 2016 y fue reemplazado por el aeródromo Phoenix (ICAO: NZFX) con vuelos que comenzaron en febrero de 2017.
Campo Pegasus tenía una pista de hielo azul capaz de ser utilizada por aviones con ruedas durante todo el año. Los otros dos aeródromo de la Base McMurdo son Campo Williams (NZWD), que está limitado a aviones con esquíes, y el Aeródromo Ice Runway (NZIR) sobre el hielo marino, y disponible solo en verano.
El aeródromo fue denominado Pegasus, por un C-121 Lockheed Constellation que se estrelló por malas condiciones climáticas el 8 de octubre de 1970, y que está aún visible en la nieve. Nadie resultó herido. 
El 11 de septiembre de 2008 un C-17 Globemaster III de la Fuerza Aérea de los Estados Unidos completó exitosamente el primer aterrizaje en la Antártida usando instrumentos de visión nocturna en Campo Pegasus. Previamente el transporte aéreo en la oscuridad permanente del invierno sólo se utilizaba en casos de emergencia, con la quema de barriles de combustible para delinear la pista. 

## Galería

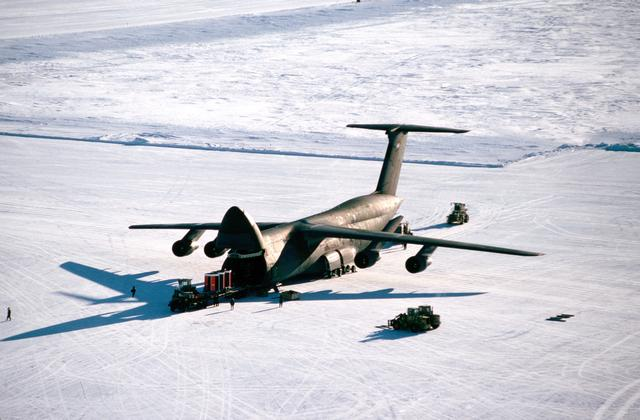
C-5 Galaxy de la United States Air Force siendo descargado en Campo Pegasus.
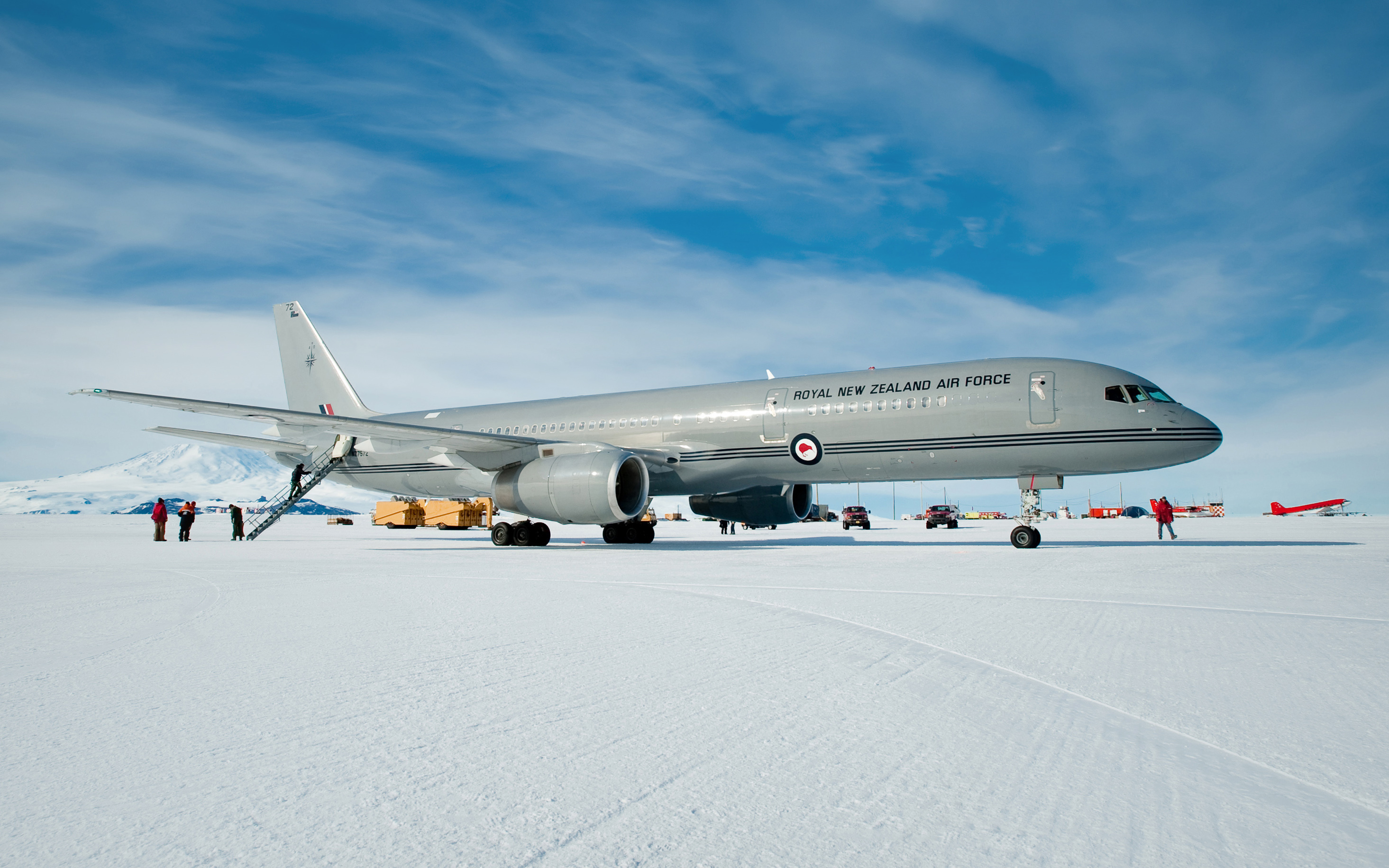
Boeing de la RNZAF aterrizando en Campo Pegasus.